# Ö̂
Cette page contient des caractères spéciaux ou non latins. S’ils s’affichent mal (▯, ?, etc.), consultez la page d’aide Unicode.
 (décembre 2024).
Ö̂ (minuscule : ö̂), appelé O tréma accent circonflexe, est un graphème utilisé dans l’écriture du hopi et du moyen bas allemand.
Il s’agit de la lettre O diacritée d’un tréma et d’un accent circonflexe.

## Utilisation
En moyen bas allemand le O tréma accent circonflexe ‹ ö̂ › représente la longue voyelle /œː/.

## Représentations informatiques
Le O tréma accent circonflexe peut être représenté avec les caractères Unicode suivants :
- précomposé (latin étendu B) :

| formes    | représentations | chaînes de caractères | points de code | descriptions                                                   |
| --------- | --------------- | --------------------- | -------------- | -------------------------------------------------------------- |
| capitale  | Ö̂               | Ö◌̂                    | U+00D6 U+0302  | lettre majuscule latine o tréma diacritique accent circonflexe |
| minuscule | ö̂               | ö◌̂                    | U+00F6 U+0302  | lettre minuscule latine o tréma diacritique accent circonflexe |

- décomposé (latin de base, diacritiques) :

| formes    | représentations | chaînes de caractères | points de code       | descriptions                                                               |
| --------- | --------------- | --------------------- | -------------------- | -------------------------------------------------------------------------- |
| capitale  | Ö̂               | O◌̈◌̂                   | U+004F U+0308 U+0302 | lettre majuscule latine o diacritique tréma diacritique accent circonflexe |
| minuscule | ö̂               | o◌̈◌̂                   | U+006F U+0308 U+0302 | lettre minuscule latine o diacritique tréma diacritique accent circonflexe |